# 长梗荚蒾
长梗荚蒾（学名：Viburnum longipedunculatum）是五福花科荚蒾属的植物，为中国的特有植物。分布于中国大陆的广西、云南等地，生长于海拔1,450米至1,600米的地区，一般生于山谷密林中，目前尚未由人工引种栽培。